# Thumper (jeu vidéo)
Pour les articles homonymes, voir Thumper.
Thumper est un jeu vidéo de rythme développé et édité par Drool, sorti en 2016 sur Xbox One, Windows, Nintendo Switch et PlayStation 4 (compatible PlayStation VR) et en 2019 sur Google Stadia.

## Accueil
- GameSpot : 9/10[1]